# 塚部芳和
塚部 芳和（つかべ よしかず、1949年（昭和24年）12月29日 - ）は、日本の政治家。元佐賀県伊万里市長（4期）。

## 来歴
佐賀県伊万里市出身。佐賀県立伊万里高等学校卒業。1973年（昭和48年）3月、佐賀大学農学部農業土木科卒業。同年4月、伊万里市役所に入所。建設部副部長などを務めたのち、2001年（平成13年）10月5日、退職。
2002年（平成14年）4月21日に行われた伊万里市長選挙に無所属で立候補。現職の川本明市長を破り初当選（塚部：17,976票、川本：15,067票）。4月27日、市長就任。
2006年（平成18年）の市長選で2選（無投票）。2010年（平成22年）の市長選で3選。2014年（平成26年）の市長選で4選（無投票）。2018年（平成30年）の市長選で元市職員の深浦弘信に敗れ落選。2022年（令和4年）の市長選挙で再び深浦に敗れ落選。
2022年11月3日、秋の叙勲において、旭日小綬章を受章した。

## 政策・主張
- 伊万里市民病院と有田共立病院を統合し、伊万里有田共立病院（公立）を開設した。同病院の開院日は2012年（平成24年）3月1日。
- 4選直後（2014年4月）、記者からの質問に対し「現在は到底、玄海原発の再稼働を承服できる状況にない」と答えている[7]。